# Melanippe (amazzone)
Melanippe (in greco antico: Μελανίππη?, Melaníppē) è un personaggio della mitologia greca. A seconda delle versioni, fu un comandante o una regina delle Amazzoni.
Compare nei miti di Eracle e di Teseo e le sue gesta spesso s'incrociano con quelle di altre due regine Amazzoni (Ippolita e Antiope), tanto da far supporre che i tre nomi corrispondano a stretti legami di parentela o addirittura allo stesso personaggio.

## Genealogia
Figlia di Ares. 
Secondo alcune versioni fu lei la madre di Ippolito.

## Mitologia
Fu catturata nella battaglia (o in un'imboscata) avvenuta nei pressi di Temiscira (la nona delle dodici fatiche di Eracle) e per liberarla, la regina della Amazzoni Ippolita offrì ad Eracle la sua cintura. 

Oppure, e nella stessa battaglia, fu lei l'amazzone catturata da Teseo e portata ad Atene.
Oppure fu uccisa da Telamone (un compagno di Eracle) durante la battaglia.

## Mosaico delle amazzoni
L'amazzone Melanippe è raffigurata a cavallo, con un seno scoperto, mentre caccia un leone ed altre fiere assieme a tre sue compagne o sorelle amazzoni, Pentesilea, Antiope e Ippolita, in un mosaico romano del  III secolo d.C., scoperto nel 2006 nell'antica Edessa, presso Şanlıurfa (Turchia) nella cd. "Villa delle Amazzoni".